# Яніс Ксенакіс
Я́ніс Ксена́кіс (грец. Ιάννης Ξενάκης; 29 травня 1922, Бреїла, Румунія — 4 лютого 2001, Париж, Франція) — грецький композитор і архітектор, один із лідерів модернізму і концептуалізму в музиці й архітектурі, засновник напрямку стохастичної музики та один із найвизначніших композиторів експериментальної електронної музики.

## Життя і творчість
Яніс Ксенакіс народився 29 травня 1922 року в невеликому містечку Бреїла (Braila, Румунія) у родині Клєархоса (Clearchos) Ксенакіса і Фотіні Павлу (Fotini Pavlou). Батько Яніса був представником англійської експортної компанії і аматором опери. Мати, Фотіні — піаністкою, що народилася на острові Лемнос.

### Ранні роки
Яніс навчався в румунській школі й в той же час вивчав грецьку мову з репетитором. 1932 року батько відправляє Яніса в Грецію, де він продовжує навчання у школах Anargyrios і Korjaleneio, на острові Спетсес до 1938 року. Саме там молодий Ксенакіс отримує перші уроки гармонії та гри на фортепіано, знайомиться з шедеврами класичної музики. Після дворічного підготовчого курсу Ксенакіс вступає на факультет архітектури Афінського політехнічного університету, який закінчує у 1946 року. В цей же час молодий Ксенакіс продовжує практикувати музику, вивчаючи композицію й контрапункт у Аристотеля Кундурова, учня Олександра Скрябіна.
Упродовж усієї війни він брав участь у політичній студентській діяльності. 1946 року, з початком громадянської війни в Греції, Ксенакіс приєднується до Народно-визвольної армії Греції (ЕЛАС). У цій війні його поранили мінометом, через що Ксенаків втратив ліве око (пізніше його фотографуватимуть лише у профіль). За активну політичну діяльність його засудили у Греції до смертної кари, однак композиторові вдається втекти до Парижа під фальшивим паспортом. Грецький уряд амністував його лише у 1974 році.
На думку музикознавців, сформоване у важких умовах партизанської війни світосприйняття композитора відбилося пізніше на його відчутті музики як юрби, музики як стихії.

### У Франції

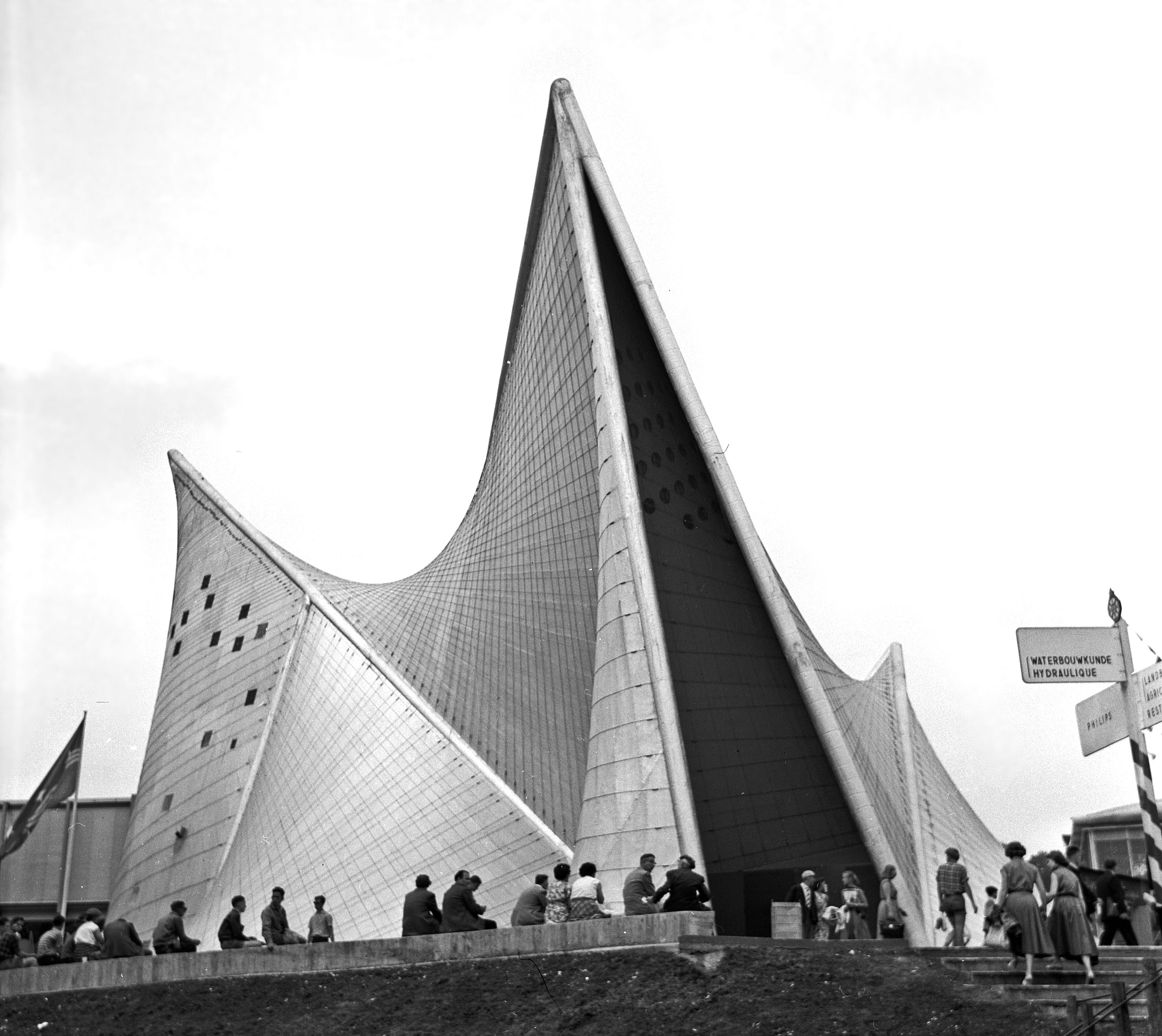
Філіпс-Павільйон, спроєктований Я. Ксенакісом

Франція відкриває Янісу Ксенакісу широкі можливості для творчості як в архітектурі, так і в музиці. 1950 року Ксенакіс зустрічає свою майбутню дружину, з якою вони побрались 1953 року. 1955 року Ксенакіс отримує французьке громадянство.
Як архітектор Яніс Ксенакіс працює в майстерні з Ле Корбюзьє. З 1948 року бере участь у багатьох проєктах і будівництвах, серед яких: поселення Nandes-Rese (1949), Chadigar — будинок Парламенту в Індії (1951), Touret — монастир (1953), удома в Briais-en-Forkts і Шарлоттенбург — Берлін (1954).
Як композитор, у 1948–1950 Ксенакіс вчиться у Артура Онеггера й Даріуса Мійо, а у 1950–1953 — в Олів'є Мессіана. Вже в перших творах молодий композитор сполучає грецькі мотиви із сучасною західною музикою. «Весняна Симфонія» (1949–1950), «Zygia» (для скрипки й віолончелі, 1951), «Zygia kathisto» (фортепіано, твір на 4 руки, 1952), «Тріо» (1952), «Anastenaria» й «Процесія до ясної води» (1952–1953), «Голуб миру» (Бухарест, серпень 1953), «Жертви» (1954).
Популярність прийшла до Яніса Ксенакіса з його першим виконаним твором «Metastaseis», написаним для оркестру в 1953–1954 р. Прем'єра відбулася у жовтні 1955 року на фестивалі в Донауешинген (Німеччина). Твір не сприйняли ані консерватори, ані авангардисти — Карлгайнц Штокгаузен та П'єр Булез, яким «Metastaseis» не сподобався головним чином через те, що Ксенакіс відмовився йти за модною в той час течією серіалізму.
Статті Ксенакіса проти серіалістичного методу були видані палким його захисником Германом Шерхеном (Hermann Scherchen), але викликали негативне ставлення всього авангарду до Ксенакіса. Згодом Шерхен вперше виконав деякі з відомих робіт Ксенакіса: «Pithoprakta» (оркестр, 1955–1956), «Achorripsis» (21 музикант, 1956–1957), «Polla ta Dhina» (оркестр і дитячий хор, 1962), «Terretektorh» (1965–1966), «Analogiques A & B» (1958–1959).
У 1958 році за проєктом Ксенакіса споруджують павільйон фірми «Філіпс» на всесвітній виставці в Брюсселі. У павільйоні звучав — у нескінченному повторі — трихвилинний електронний опус Ксенакіса «Concret PH» (окрім «Poeme Electronique» Едгара Вареза). За однією з версій, цей твір був створений у такий спосіб: композитор підпалив мікрофон, який і записав горіння власного корпуса і мембрани. Інша версія стверджує, що звуковим матеріалом цієї композиції став записаний тріск вугілля.

### Стохастичний метод композиції
Відправними точками для творів Яніса Ксенакіса стають абстрактні концепції, найчастіше з математичними моделями, які описують операційні закони фізичних систем. Сам композитор окреслив свій метод створення музики як «стохастичний» (від грец. stochos, що позначає припущення й використовується у фізиці для опису процесів, які включають елемент випадковості). Ксенакіс почав використовувати цей термін, коли винайшов метод компонування, оснований на теорії імовірності, беручи до уваги, що повні звукові контури явно визначені. Серед застосовуваних композитором математичних моделей слід назвати:
- Теорія ймовірності — випадковий розподіл пунктів (крапок) одного рівня. Застосовуючи правила, які керували швидкостями й рухами молекул до передач, він музичними засобами втілив подібне явище в опусі «Pithoprakta» (1956).
- Закон Максвелла - Больцмана з кінетичної теорії газів («Diamorphoses»).
- Мінімальні обмеження («Achorripsis»).
- Теорія ігор («Двобій», «Strategie»).
- Теорія груп («Nomos Alpha», «Nomos Gamma»).
- Теорія множин та алгебра («Herma», «Eonta»).
- Органічні форми розвитку — деревоподібні утворення («Evryali», «Erikthon»).
- Теорія чисел («Ikhoor», «Плеяди»).

### Комп'ютерна музика
Однією з головних проблем у новому стохастичному методі є велика затрата часу й зусиль на виконання обчислень. Тому на початку 60-х Ксенакіс став застосовувати електронно-обчислювальні машини для генерації більших звукових мас — з допомогою програм, написаних мовою Fortran IV. Під керівництвом Ксенакіса був розроблений і комп'ютер із графічним уведенням інформації — UPIC, що дозволяв буквально малювати музику: і форму хвилі, і поводження звукових комплексів загалом. Перша п'єса, створена за допомогою комп'ютера, називалася ST/4-1, 080262. Назва містить деяку основну інформацію про частини: «Стохастичний склад, для чотирьох інструментів, початку його виду, розробленого 8 лютого 1962».
Ще 1960 року Ксенакіс запропонував так званий гранульний синтез звуку — подання періодичних коливань у вигляді суми гранул. Ідею акустичних стоп-кадрів композитор розвинув у книзі «Формалізована музика» (англ. Formalized Music), проте реалізовано цю ідею було лише 1974 року.
Композитор різко критикував своїх колег, музика яких базувалася на математичних моделях, не складніших від елементарної арифметики. «Існують і більш цікаві та складні математичні конструкції, зв'язки між параметрами зовсім не повинні бути лінійними, існують криві другого й третього порядку», — заявляв композитор.
При цьому Ксенакіс зовсім не був «захисником наукового, раціоналістичного підходу до написання музики». Скоріше, він застосовував математичні методи для побудови найвищою мірою ірраціональної й метафізично орієнтованої музики.
Слід зазначити, що програмування звуку вимагало надзвичайно великих інтелектуальних зусиль і фінансових витрат. Часто пліч-о-пліч з композитором працювала бригада програмістів, що розробляли спеціальні програми генерування звуку. Знаменитий приклад цього — п'єса Яніса Ксенакіса «S.709» (1994). Вона триває всього сім хвилин. Для неї кілька професійних програмістів і математиків упродовж трьох років створювали програму GENDY, одночасно замовник учився нею користуватися.

### Міжнародне визнання
Вважається, що всесвітнє визнання прийшло до Ксенакіса після першої своєї поїздки в Японію 1961 року. 1966 року Ксенакіс відкриває Центр автоматичної та математичної музики (Centre for Automatic and Mathematical Music) в Парижі, а згодом — в Університеті Індіани. У тому ж самому році він засновує в Парижі дослідницький центр абстракціоністської музики «EMAM» (фр. Equipe Mathematique d'Automatique Musicales). Відтоді Яніс Ксенакіс почав подорожувати всім світом, даючи лекції й представляючи свої нові роботи, серед яких композиція «Polytope» — вистава для 4 оркестрів та світлового оформлення.
З 1967 по 1972 року він викладає впродовж декількох місяців в Університеті міста Блумінгтон (штат Індіана). 1971 року Яніс Ксенакіс видає книгу «Формалізована музика», у якій висуває ідеї щодо музики й звуку і розвиває ідею акустичних стоп-кадрів, засновану на відтворенні періодичних коливань сумами гранул звуку. З 1975 по 1978 Ксенакіс викладав у Грешамському Коледжі в Лондоні. 1983 року Ксенакіса вибирають членом Французької академії, а в 1986 році французьким урядяд нагодоржує його орденом Золотого Хреста.
1980 року музика Ксенакіса вперше офіційно прозвучала в СРСР (у Москві), а 1994 року Яніс Ксенакіс особисто приїздив на фестиваль «Московська осінь», де його твори мали значний успіх.
Помер Яніс Ксенакіс у своїй квартирі в Парижі 4 лютого 2001 року.

## Список творів

### Для хору і оркестру
- Anastenaria. Procession aux eaux clarinetaires 1953, для мішаного хору, чоловічого хору і для оркестру; 11’.
- Polla ta dhina 1962, для дитячого хору і оркестру; 6’.
- Anémoessa 1979, для оркестру і для мішаного хору; 15’.
- Cendrées 1973, для мішаного хору і для оркестру; 25’.

### Для оркестру
- Anastenaria. Le Sacrifice 1953; для оркестру; 6’.
- Metastasis 1953—1954, для оркестру; 7’.
- Achorripsis 1956—1957, для оркестру; 7’.
- Дуель 1959; для 2 оркестрів (56 виконавців) і 2 диригентів; близько 10’.
- ST/48,1-240162 1956—1962); для оркестру; 11’.
- Stratégie 1962; для 2 оркестрів (82 виконавці) і 2 диригентів; від 10 до 30’.
- Terretektorh 1965—1966, для оркестру (88 виконавців); 18’.
- Nomos gamma 1967—1968, для оркестру (98 виконавців); 15’.
- Antikhthon 1971; для оркестру; 23’.
- Eridanos 1972; для оркестру (68 виконавців); 11’.
- Noomena 1974; для оркестру; 17’.
- Empreintes 1975; для оркестру; 12’.
- Jonchaies 1977; для оркестру; 17’.
- Pour les Baleines 1982, для струнного оркестру; 2'30".
- Shaar 1982, для струнного оркестру; 14’.
- Lichens 1983—1984, для оркестру; 16’.
- Horos (p.15) / (p.17) 1986; для оркестру; 16’.
- Tracées 1987, для оркестру; 6’.
- ATA 1987, для оркестру; 16’.
- Tuorakemsu 1990; для оркестру; 3'40".
- Kyania 1990; для оркестру; 23’.
- Roáï 1991; для оркестру; 17’.
- Krinoïdi 1991; для оркестру; 15’.
- Mosaïques 1993; для оркестру; 8’.
- Dämmerschein 1993—1994, для оркестру (89 виконавців); 14’.
- Ioolkos 1996; для оркестру; 8’.
- Sea-Change 1997, для оркестру; 10’.
- Koïranoï 1995, для оркестру (88 виконавців); 12’.

### Для інструментів соло з оркестром
- Pithoprakta 1955—1956, для струнного оркестру, 2 труби і ударні; 10’.
- Synaphaï 1969; для фортепіано з оркестром; 14’.
- Erikthon 1974; для фортепіано з оркестром; 15’.
- Aïs 1980, для барітону, ударних і оркестру; 17’.
- Keqrops 1986; для фортепіано і оркестру; 17’.
- Troorkh 1991; для труби з оркестру; 17’.
- Dox-orkh 1991; для скрипки і оркестру (89); 20’.

### Для хору та інструментальних ансамблів
- Zyia 1952, 2 версії
  - для сопрано, чоловічого хору (мінімум 10) і дуету (флейти, фортепіано);
  - для сопрано, флейти, фортепіано; 10’.
- Oresteïa 1965—1966, для дитячого хору, для мішаного хору і ансамблю; 46’.
- Medea Senecae 1967, для чоловічого хору і квінтету (кларнета, фаготу, труби, віолончелі, ударних); 25’.
- À Colone 1977, для чоловічого або жіночого хору (20), і ансамблю (18); 14’.
- Chant des Soleils 1983, для мішаного хору, дитячого хору, мідних (18 мінімум), ударних; 8’.
- Idmen A 1985, для мішаного хору (32 мінімум) і 4 ударні; 14’.

### Для хору і солістів, для хору
- La colombe de la paix 1953, для альта і мішаного хору; не опубліковано
- Stamatis Katotakis, chanson de table 1953, для соліста і чоловічого хору; не опубліковано
- Nuits 1967—1968, для мішаного хору; 12’.
- À Hélène 1977, жіночого або чоловічого хору; 10’.
- Serment-Orkos 1981 для мішаного хору (32 виконавці); 7’.
- Nekuïa 1981 для мішаного хору (54 чи 80) і для оркестру; 26’.
- Knephas 1990, для мішаного хору; 10’.
- Pu Wijnuej We Fyp 1992, для дитячого хору; 10’.
- Les Bacchantes 1993, для барітону та жіночого хору (16 мінімум), ансамбль (90); 60’.
- Sea Nymphs 1994, для мішаного хору; 8’.

### Камерно-вокальна музика
- N'shima 1975, для 2 мецо-сопрано та квінтету (2 валторни, 2 труби, віолончель); 17’.
- Akanthos 1977, для сопрано і октету (флейти, кларнета, фортепіано, 2 скрипки, альта, віолончелі, контрабаса); 11’.
- Pour Maurice 1982, для баритону, фортепіано; 4’.
- Kassandra 1987, для баритону та ударних; 11’.
- La Déesse Athéna 1992, для барітону і ансамблю (11); 9’.

### Для інструментальних ансамблів
- Dhipli Zyia 1952, для скрипки і віолончелі; 5'30".
- Trois poèmes 1952, для розповідача і фортепіано; не опубліковано
- Syrmos 1959, для струнного ансамблю; 14'.
- ST/10, 1-080262 1956—1962, ансамбль (10); 12’.
- ST/4, 1-080262 1956—1962, струнний квартет; 11’.
- Morsima — Amorsima (ST/4, 2-030762) 1956—1962; квартет (фортепіано, скрипки, віолончелі, контрабаса); 11’.
- Atrées (ST/10, 3-060962) 1956—1962, ансамбль (11); 15’.
- Eonta 1963—1964, для фортепіано і квінтету мідних; 18’.
- Hiketides 1964, для квартету мідних і струнних ансамблів; 10’.
- Akrata 1964—1965, для духового ансамблю; 11’.
- Polytope de Montreal 1967, 4 ансамблі (14 виконавців); 6’.
- Anaktoria 1969, октет (для кларнета, фаготу, валторни, 2 скрипки, альта, віолончелі, контрабаса); 11’.
- Persephassa 1969, для 6 ударних; 24’.
- Aroura 1971, для струнного ансамблю; 12’.
- Charisma 1971, дует (кларнета, віолончелі); 4’.
- Linaia-Agon 1972, тріо мідних (для валторни, труби, туби).
- Phlegra 1975, ансамбль (11); 14’.
- Psappha 1975, для ударних; 13’.
- Retours-windungen 1976, для 12 віолончелей; 8’.
- Epéï 1976, секстет (духові та контрабас); 13’.
- Dmaathen 1976, дует (гобой, ударні); 10’.
- Ikhoor 1978, струнне тріо; 11’.
- Pléïades 1978, для 6 ударних; 46’.
- Palimpsest 1979, ансамбль (11); 11’.
- Dikhthas 1979, дует (скрипки, фортепіано); 12’
- Komboi 1981, дует (клавесин, ударні); 17’..
- Tetras 1983, струнний квартет; 16’.
- Khal Perr 1983, квінтет мідних, 2 ударні; 10'30".
- Thalleïn 1984, ансамбль 14 виконавців; 17’.
- Idme B 1985, для 6 ударних; 13'30".
- Alax 1985, 3 ансамблі (30 виконавців); 21'30".
- À l’île de Gorée 1986, клавесин і ансамбль (12); 14’.
- Akea 1986, фортепіано і струнний квартет; 12’.
- Jalons 1986, ансамбль (15); 15’.
- XAS 1987, квартет саксофонів; 9’.
- Rebonds 1987—1988, ударні; 8’.
- Waarg 1988, ансамбль (13); 16’.
- Échange 1989, для бас-кларнета і ансамблю; 14’.
- Epicyclarinetae 1989, для віолончелі і ансамблю; 12’.
- Oophaa 1989, дует клавесин і ударні; 9’.
- Okho 1989, ударні тріо; 13'30".
- Tetora 1990, струнний квартет; 17’.
- Paille in the wind 1992, для віолончелі і фортепіано; 4’.
- Mnamas Xapin Witoldowi Lutoslawskiemu 1994, квартет мідних; 4’.
- Ergma 1994, струнний квартет; 9’.
- Kaï 1995, ансамбль (9); 8’.
- Voile 1995, для струнного ансамблю(20); 5'30".
- Kuïlenn 1995, для духового ансамблю; 7'30".
- Hunem-Iduhey 1996, дует (скрипки, віолончелі); 3’.
- Roscobeck 1996, дует (віолончелі, контрабаса); 8’.
- Ittidra 1996, струнний секстет; 8'30".
- Zythos 1996, для труби та 6 ударних; 8’.
- O-Mega 1997, ударні і ансамбль(13); 4’.
- Plekto 1993, секстет (для флейти, кларнета, ударних, фортепіано, скрипки, віолончелі) 14’.

### Для інструментів соло

#### Для фортепіано
- 7 творів без назви, Менует, Арія, Allegro molto, Мелодія, Andante 1949–50, фортепіано, не опубліковано
- 6 пісень 1951, для фортепіано; 8’.
- Herma 1961, для фортепіано; 10’.
- Evryali 1973, фортепіано; 11’.
- Mists 1981, фортепіано; 12’.
- À R. (Присвята Равелю) 1987, для фортепіано; 3’.

#### Інші
- Nomos Alpha 1965–1966, віолончелі; 17’.
- Mikka 1971, для скрипки; 4’.
- Gmeeoorh 1974, для органа; 20 to 29’.
- Theraps 1975–1976, для контрабаса; 11’.
- Khoaï 1976, для клавесина; 15’.
- Mikka-S 1976, для скрипки; 5’.
- Kottos 1977, для віолончелі; 8’.
- Embellie 1981, для альта; 7’.
- Naama 1984, для клавесина. 16’.
- Keren 1986, для тромбона;. 6’.

### Електронна музика та електроакустичні композиції
- Diamorphoses 1957–1958ⓘ; електронна музика. 7’.
- Concret PH 1958.ю електронна музика; 2'45".
- Analogiques A & B 1958–1959, для струнного ансамблю і електроніки; 7'30".
- Orient-Occident 1960, електронна музика; 12’.
- Bohor 1962, електронна музика; 21'30".
- Kraanerg 1968–1969, для струнного ансамблю і електроніки (23). 75’.
- Hibiki-Hana-Ma 1969–1970, електронна музика; 18’.
- Persepolis 1971, електронна музика; 56’.
- Polytope de Кларнетаипу 1972, електронна музика; 24’.
- Mycenae Alpha 1978, електронна музика; 10’.
- La Légende d'Eer 1977, електроакустична композиція; 55’.
- Taurhiphanie 1987, електронна музика; 10'45".
- Voyage absolu des Unari vers Andromède 1989, електронна музика; 15'30".
- Gendy3 1991, електронна музика; 20’.
- S. 709 1994, електронна музика; 7’.

### Інше
- Pour la Paix 1981 4 версії
  - для мішаного хору; 10’
  - для мішаного хору, магнітофонної плівки, 4 розповідачів;
  - 4 розповідача і магнітофонної плівки;
  - електронний запис; 26'45"
- Nyûyô 1985, квартет Японських інструментів (шакухачі, сангер, і 2 кото); 10’